# 에이유브랜즈
주식회사 AU브랜즈(영어: AU BRANDZ)는 대한민국의 레인부츠 기업이다.

## 역사
- 2010년 3월 영국 젠나(ZENNAR LTD.)사와 락피쉬(Rockfish) 국내 총판 계약을 체결하였다.
- 2013년 한국 상표권 인수,
- 2019년 락피쉬웨더웨어(Rockfish Weatherware) 브랜드 리뉴얼, 사계절 웨더웨어 브랜드로 포지셔닝.[2]
- 2022년 1월 1일 모회사 에이유커머스로부터 "락피쉬 웨더웨어"의 브랜드 사업부분을 분리하여 신설설립하였다.[3] 패션브랜드 락피쉬웨더웨어의 한국 판권을 소유한 2024년 브랜드의 모회사인 영국 회사를 인수하였다.[4]
- 2022년 5월 무신사파트너스와 전략적 제휴 및 지분투자 유치(공모 후 19.89%) 기업형벤처캐피탈(CVC) 무신사파트너스가 무신사 동반성장펀드 합자조합를 통해 지분 20%를 보유하여 2대 주주이다.[5]
- 2025년 4월 3일 코스닥 시장에 신규 상장하였다.[6]

## 브랜드
- 락피쉬웨더웨어

## 유사 기업
- 코데즈컴바인
- 크리스에프앤씨
- 공구우먼